# Gros Poisson Crusoé
 (février 2020).

Gros Poisson Crusoé (Rabbitson Crusoe) est un cartoon réalisé par Friz Freleng mettant en scène Bugs Bunny et Sam le pirate.

## Synopsis
Le cartoon s'ouvre sur Sam Crusoé, naufragé sur une île, écrivant son journal de bord. Nous découvrons qu'il s'est échoué à proximité d'une île avec un cocotier, farouchement gardée par un requin nommé Boby Dick. Après avoir vaincu ce dernier, Sam est furieux de ne manger que des noix de cocotier.
Bugs s'échoue à son tour, avant d'être jeté dans la marmite et oblige Sam à aller chercher des allumettes, mais en revenant, le naufragé a la désagréable surprise de voir le requin dans la marmite et s'en débarrasse en l'assommant. Bugs se réfugie sur le bateau échoué et Sam parvient après deux tentatives à le capturer, mais une grande vague les propulsent dans la mer et ils se réfugient dans la marmite, poursuivis par le requin.